# Morownica
Morownica is een plaats in het Poolse district  Kościański, woiwodschap Groot-Polen. De plaats maakt deel uit van de gemeente Śmigiel en telt 450 inwoners.